# Conrad W. Hall
Conrad Wynn Hall (* 13. November 1958 in Los Angeles) ist ein US-amerikanischer Kameramann.

## Leben
Hall ist der Sohn des Kameramanns Conrad L. Hall (1926–2003) aus dessen zweiter Ehe. Er nahm dessen dritten Oscar bei der Oscarverleihung 2003 stellvertretend entgegen, da sein Vater zu diesem Zeitpunkt bereits verstorben war. Sein Großvater ist der Autor James Norman Hall (1887–1951).
Hall begann seine eigene Karriere als Kameramann in den 1980er Jahren als Kameraassistent, später dann als einfacher Kameramann. Gelegentlich arbeitete er hierbei mit seinem Vater zusammen. Zudem ist er als Kameramann in der Werbefilmbranche tätig.
Sein erster Langfilm war Panic Room (2002), bei dessen Dreharbeiten er den eigentlichen Kameramann Darius Khondji ersetzte.
Für seine Arbeit an A Gentleman's Game wurde Hall 2002 bei der Verleihung der DVD Exclusive Awards mit dem DVD Premiere Award geehrt.

## Filmografie (Auswahl)
- 2002: Panic Room
- 2002: A Gentleman’s Game
- 2004: The Punisher
- 2005: Das schnelle Geld (Two for the Money)
- 2007: Elvis and Anabelle (Elvis and Anabelle)
- 2008: The Longshots
- 2013: Olympus Has Fallen – Die Welt in Gefahr (Olympus Has Fallen)
- 2018: American Dream/American Knightmare (Dokumentation)
- 2018: Out of Blue
- 2019: The Fanatic
- 2020: The Sleepover
- 2022: The King’s Daughter